# Ptilodexia obscura
Ptilodexia obscura är en tvåvingeart som beskrevs av West 1925. Ptilodexia obscura ingår i släktet Ptilodexia och familjen parasitflugor. Inga underarter finns listade i Catalogue of Life.